# Павел Панов (полковник)
Вижте пояснителната страница за други личности с името Павел Панов.
Павел Миков Панов е български офицер (полковник). Командир на 36-и пехотен козлодуйски полк през Втората световна война. Герой от Първата и Втората световни войни. Награден с 3 ордена „За храброст“ и 3 ордена „За военна заслуга“. Осъден на смърт през 1945 г. от така наречения „Народен съд“, противоконституционен орган на комунистическия режим установен в България след преврата от 1944 г.

## Биография
Павел Панов е роден в Галово, Врачанска област на 25 октомври 1895 година. През 1917 година завършва 38-и випуск на Военното училище в София.

### Първа световна война (1915 – 1918)
Бойното си кръщене получава на фронта през Първата световна война в състава на 51-ви пехотен резервен полк с командир полковник Иван Жабински, част от 6-а пехотна бдинска дивизия с командир генерал-майор Христо Попов, влизаща в състава на Първа армия с командири генерал-майор Климент Бояджиев, а по-късно и генерал-майор Димитър Гешов. Взема участие в сраженията при Връшка чука, Нишка операция, Леринска операция, Битолско настъпление. Отличил се в боевете при станция Кенали, Битолско. Награден с орден „За храброст“ – 1915 – 1918 и три ордена „За военна заслуга“.

### Втора световна война (1941 – 1945)
Полковник Павел Панов взема участие във Втората световна война, като на 12 май 1942 година е назначен за командир на 36-и пехотен козлодуйски полк, който от 12 април 1944 влиза в състава на 29-а пехотна дивизия към 1-ви корпус. На 17 септември 1944 г. полкът е прегрупиран във 2-ра пехотна тракийска дивизия с командир генерал-майор Никола Генчев, в състава на новосформираната Първа българска армия под командването на генерал-майор Владимир Стойчев. Участва в тежките боеве при Крива паланка, Страцин, Куманово (Страцинско-Кумановската операция), река Пчиня, Нови чифлик. За проявен героизъм и отлична военна техника е награден с два ордена „За храброст“, връчени му от генерал Владимир Стойчев на парада в Скопие, състоял се на 15 ноември 1944. Единият е за боевете при Крива паланка, а другият за битката при Страцин. Лично от командира на Първа армия има уверението, че ще бъде произведен в чин генерал.
На 7 декември 1944 г. се завръща в Родината. Яхнал бял кон, начело на полка си, полковник Павел Панов е посрещнат като герой. След официалния парад, благодарствените речи и възхвала на завърналите се герои, полковник Павел Панов е отведен от партизаните. След няколко месеца се разбира, че е осъден на смърт и разстрелян от така наречения „Народен съд“. Смъртната присъда е изпълнена само няколко часа след като е обявена. На 26 август 1945 г. полковник Павел Панов е уволнен посмъртно от армията.
На 11 септември 1999 г. името му е увековечено на „Мемориала на жертвите на комунистическия режим в България“, който се намира в центъра на София, пред Националния дворец на културата.

### Други
- През 1942 по идея на полковник Павел Панов село Осман факъ (Добричка община) е преименувано на Козлодуйци, в чест на загиналите войници от 36-и пехотен козлодуйски полк в Добричката епопея, по време на Първата световна война.
- В 36-и пехотен козлодуйски полк полковник Павел Панов е бил командир на големия български композитор Дико Илиев – автор на много хора̀ и маршове, между които легендарните „Дунавско хоро“, „Дайчово хоро“, „Ганкино“, правото хоро „Александрийка“, дайчовото хоро „Лудо младо“, „Зиг-заг“, „Селски въздишки“, „Варненско хоро“, „Оряховска идилия“, „Селски празник“, „Добруджанско право хоро“, пайдушкото хоро „Народна душа“, „Искърско хоро“, „Букьовско“, „Наша гордост“ и много други. През Втората световна война полковник Павел Панов назначава Дико Илиев като щабс-тръбач на полка.

## Военна кариера
| - Подпоручик (1 август 1917) - Поручик (30 юни 1919) - Капитан (1 януари 1927) - Майор (6 май 1935) - Подполковник (6 май 1939) - Полковник (3 октомври 1942) - Участие в Първата световна война с 51-ви пехотен резервен полк - Участие във Втората световна война с 36-и пехотен козлодуйски полк - 1944 – Орден „За храброст“ IV степен, 1 клас - 1944 – Орден „За храброст“ IV степен, 2 клас - 1918 – Орден „За храброст“ 1915 – 1918 - Орден „За военна заслуга“ – три пъти | - 1915 – Постъпва във Военното училище в София - 1917 – Завършва 38-и випуск на Военното училище - 1917 – Служи в 51-ви пехотен резервен полк - 1927 – Преподавател на 49-и Витошки випуск на Военното училище - 1930 – Началник на подучастък в 5-и пограничен участък - 1932 – Командир на рота във 2-ри пехотен искърски полк - 1935 – Командир на дружина във 2-ри пехотен искърски полк - 1935 – Командир на дружина в 14-и пехотен македонски полк - 1936 – Началник на Горноджумайско военно окръжие - 1937 – Командир на дружина в 33-ти пехотен свищовски полк - 1940 – Помощник-командир на 36-и пехотен козлодуйски полк - 1942 – Командир на 36-и пехотен козлодуйски полк - 1945.IV.10 – Убит от така наречения „Народен съд“ - 1945.VIII.26 – Уволнен посмъртно от Българската армия - 1999.IX.11 – Името му е увековечено на „Мемориала на жертвите на комунистическия режим в България“ |

### Архиви
- Централен военен архив, ф.85, а.е.350
- Централен държавен архив, ф.88, оп.2, а.е.140, л.28

### Справочници
- Тодоров, Т., Александрова, Я., „Пътеводител на архивните фондове 1877 – 1945“, София, 1977, „Военно издателство“, Том.2, стр.60
- Руменин, Р., „Офицерският корпус в България 1878 – 1944“, София, 1996, Издателство на Министерство на отбраната „Св. Георги Победоносец“, Том V, стр.20
- Косев, М., Попов, В., Илинов, П., Георгиев, Г., Минчев, Ю., „Военното на Негово Височество училище 1878 – 1944“, София, 2001, издателство „Балкани“, ISBN 954-8353-44-X, стр.110 и 129
- Станилов, В., Манев, И., „Календар 1944 – 2004“, София, 2004, Работилница за книжнина „Васил Станилов“, ISBN 954-8248-17-4, стр.10
- Ташев, Т., „Българската войска 1941 – 1945 – енциклопедичен справочник“, София, 2008, „Военно издателство“ ЕООД, ISBN 978-954-509-407-1, стр.108 и 359
- Рухчев, Н., „Военното училище на България 1878 – 2002“, София, 2012, Министерство на отбраната на Република България, ISBN 978-954-9971-64-4, стр. 231, 305 и 544

## Фотоархив
|  |  |  |